# Leucanopsis boliviana
Leucanopsis boliviana är en fjärilsart som beskrevs av Paul Dognin 1922. Leucanopsis boliviana ingår i släktet Leucanopsis och familjen björnspinnare. Inga underarter finns listade i Catalogue of Life.